# عدالت توزیعی

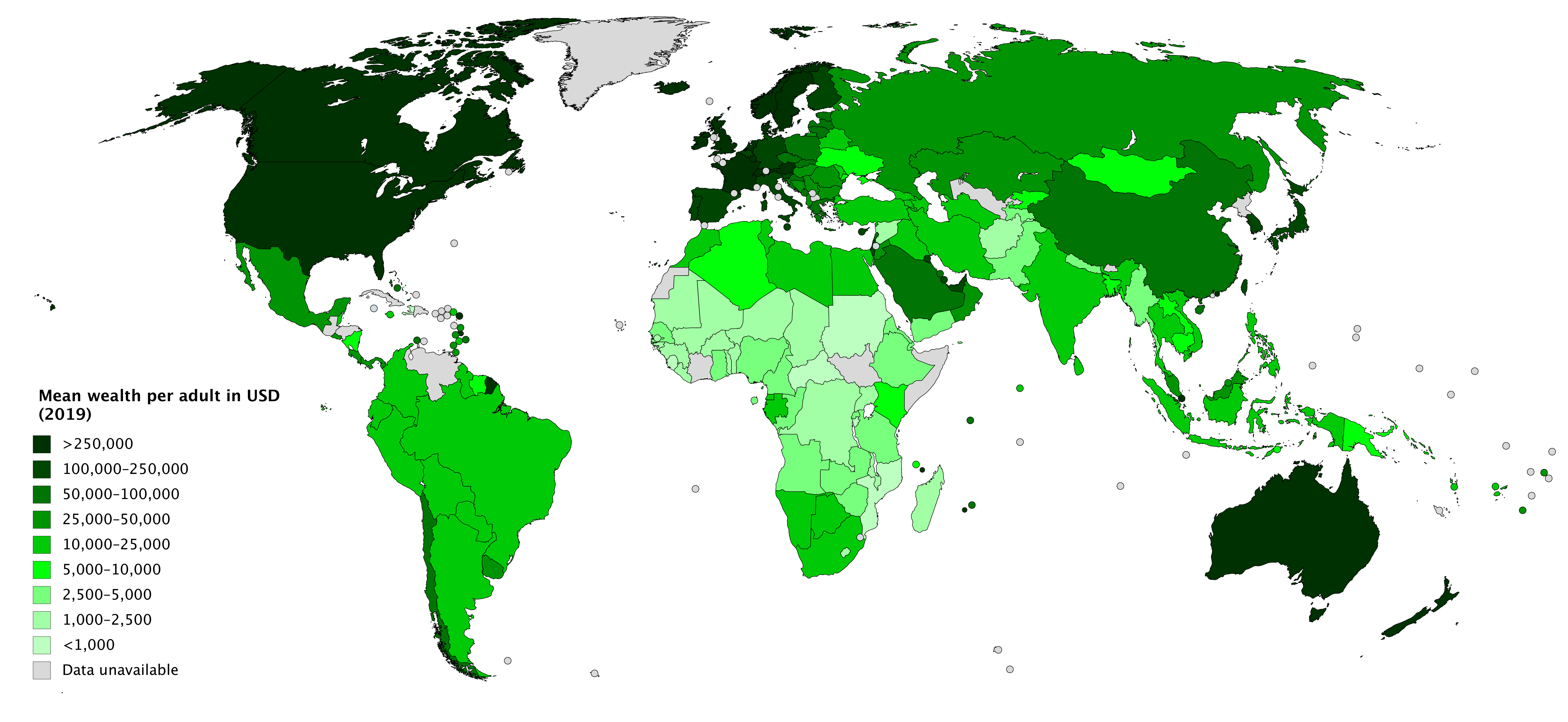
کشورهای حوزه عدالت توزیعی

عدالت توزیعی به ادراک عدالت از تخصیص منابع مربوط می‌شود. این نوع عدالت، بر ستاده‌ها (مثل افزایش حقوق)، قوانین تخصیص‌دهنده‌یِ منابع و پایگاه اجتماعی افراد (مثل ارتقا به یک منصب اداری) تأکید دارد. عدالت توزیعی بر ادراک عادلانه بودن دریافتی‌های یک شخص در مبادلات اجتماعی، دلالت دارد.